# Lizzano in Belvedere
Lizzano in Belvedere ist eine Gemeinde mit 2204 Einwohnern (Stand 31. Dezember 2023) in der Metropolitanstadt Bologna in der italienischen Region Emilia-Romagna. Der Ort liegt 52 Kilometer südwestlich von Bologna und ebenfalls 52 Kilometer nordwestlich von Florenz.

## Geographie
Lizzano in Belvedere liegt im nördlichen Apennin auf einer Bergterrasse unterhalb des Monte Pizzo am Rande des Naturparks Corno alle Scale, dessen Sitz in Lizzano liegt. Diese landschaftliche Lage hat dem Ort den Beinamen in Belvedere (deutsch: Aussicht) erbracht, um ihn von anderen Orten mit gleichem Namen zu unterscheiden.
Lizzano ist auch ein beliebter Wintersportort.
Neben Lizzano besteht die Gemeinde aus den Ortsteilen La Ca’, Farnè, Gabba, Madonna dell’Acero, Monteacuto, Pianaccio, Poggiolforato, Rocca Corneta und Vidiciatico.

## Geschichte
Das Gebiet von Lizzano in Belvedere ist seit der Steinzeit ununterbrochen besiedelt, wie zahlreiche archäologische Funde beweisen. Im Mittelalter gehörte es zum Exarchat von Ravenna, das 751 vom Langobardenkönig Aistulf erobert wurde. Aistulf gab das Gebiet von Lizzano an die Abtei von Nonantola. In der Schenkungsurkunde von 753 taucht zum ersten Mal der Name Massa Lizano auf. In der Folge kam Lizzano zur Freien Kommune von Bologna, die den Ort zu einer Grenzfestung gegen die Toskana ausbaute. 1227 wurde das Castello di Belvedere errichtet von dem heute nur noch Ruinen übrig sind. Zusammen mit Bologna kam Lizzano 1506 zum Kirchenstaat.
Im Zweiten Weltkrieg war Lizzano und seine Umgebung von den Kämpfen zwischen Partisanen der Resistenza und der deutschen Wehrmacht geprägt.
| Bevölkerungsentwicklung | Bevölkerungsentwicklung | Bevölkerungsentwicklung | Bevölkerungsentwicklung | Bevölkerungsentwicklung | Bevölkerungsentwicklung | Bevölkerungsentwicklung | Bevölkerungsentwicklung |
| ----------------------- | ----------------------- | ----------------------- | ----------------------- | ----------------------- | ----------------------- | ----------------------- | ----------------------- |
| Jahr                    | 1871                    | 1901                    | 1921                    | 1951                    | 1971                    | 1991                    | 2001                    |
| Einwohner               | 4378                    | 5476                    | 5912                    | 4043                    | 2772                    | 2313                    | 2253                    |

## Politik
Alessandro Agostini wurde am 8. Juni 2009 zum Bürgermeister (Sindaco) gewählt.
Lizzano unterhält eine Partnerschaft mit Hilzingen in Baden-Württemberg.

## Regelmäßige Veranstaltungen
- Am ersten Wochenende im Oktober findet die Tartufesta, das Fest der Trüffel statt.

## Söhne und Töchter der Gemeinde
- Enzo Biagi (* 1920 in Pianaccio; † 2007 in Mailand), der Journalist und Fernsehmoderator wurde am 8. November 2007 auf dem Friedhof im Ortsteil Pianaccio beerdigt.
- Nello Fontana (* 12. Juni 1937 in Lizzano; † 23. November 2012 in Köln) gründete als italienischer Auswanderer von Köln aus 1970 die „Internationale Chorbegegnung“ zwischen den Städten Lizzano (Italien), Köln (Deutschland), Wattignies (Frankreich) und Broadstairs (Vereinigtes Königreich), die bis heute regelmäßig im Zwei- bis Drei-Jahres-Abstand stattfindet.